# Богдановић
Богдановић је српско презиме настало од имена Богдан.
Познате личности са презименом Богдановић:
- Богдан Богдановић (1922), архитекта, дописни члан САНУ, градоначелник Београда 1982-1986.
- Душан Богдановић (1955), композитор и гитариста класичне музике
- Лена Богдановић (1974), српска глумица
- Лука Богдановић (1985), српски кошаркаш
- Маја Богдановић, српска виолончелисткиња
- Марија Богдановић (1940), социолог, ректор Универзитета у Београду 2000-2004.
- Милан Богдановић (1892-1942), српски писац и књижевни критичар, академик САНУ
- Ненад Богдановић (1954-2007), градоначелник Београда 2004-2007.
- Питер Богданович (1939), амерички филмски режисер и писац
- Стојан Богдановић (1944), математичар, професор и писац из Ниша